# أبيس 5
قرية أبيس 5 أو أبيس الخامسة هي إحدى القرى التابعة لمركز كفر الدوار في محافظة البحيرة في جمهورية مصر العربية. حسب إحصاءات سنة 2006، بلغ إجمالي السكان في أبيس 5 10463 نسمة، منهم 5162 رجل و5301 امرأة.